# Granwald Scott
Granwald Scott (ur. 28 listopada 1987 w Kapsztadzie) – południowoafrykański piłkarz występujący na pozycji pomocnika w Bidvest Wits.
7 stycznia 2012 Granwald Scott zadebiutował w reprezentacji RPA przeciwko reprezentacji Gwinei Równikowej.

## Kariera klubowa
Pierwszy klub w jego karierze był Kensington FC.
Od 1 lipca 2004 do końca 2015 występował w południowoafrykańskim klubie Ajax Kapsztad. W 2016 przeszedł do Slovana Bratysława, a w 2017 do Bidvest Wits.